# Galerie Sabine Knust
Die Galerie Sabine Knust in München wurde 1982 eröffnet. Den Schwerpunkt des Galerieprogramms bilden Originalwerke internationaler, zeitgenössischer Kunst aus drei Generationen.
Sabine Knust war eine Mitarbeiterin von Heiner Friedrich in dessen Galerie. 1972 gründete sie mit Heiner Friedrich, Six Friedrich und Fred Jahn die Editionen der Galerie Heiner Friedrich. Als Jahn 1977 ausstieg, trat Knust auch in die Leitung der Galerie ein. 1982 machte sie sich selbständig und gründete die Galerie, die ihren Namen trägt. Zur Galerie gehört der Maximilian Verlag, benannt nach der ersten Adresse ihrer Galerie. Nachdem Knust Jahre lang mit Matthias Kunz zusammen gearbeitet hatte, wurde er 1998 Partner von Galerie und Verlag. 2010 eröffneten sie einen zweiten Raum im Kunstareal, seit 2021 gibt es einen weiteren Ausstellungsraum im belgischen Knokke.
Die Galerie Sabine Knust ist regelmäßig auf den großen Messen für zeitgenössische Kunst, wie Art Basel, der Art Cologne, ARCO, Frieze und der Fine Art Print Fair vertreten.

## Künstler (Auswahl)
Die Galerie zeigte Arbeiten von John Armleder, Klaus Auderer, John Baldessari, Georg Baselitz, Herbert Brandl, Werner Büttner, Ben Cottrell, Sebastian Dacey, Peter Doig, Frauke Eigen, Günther Förg, Philipp Fürhofer, Liam Gillick, Bendix Harms, Eberhard Havekost, Olaf Holzapfel, Jörg Immendorff, Zoltán Jókay, Benjamin Katz, Per Kirkeby, Jonathan Lasker, Markus Lüpertz, Olaf Nicolai, Markus Oehlen, Jorge Pardo, A.R. Penck, Richard Prince, Arnulf Rainer, Daniel Richter, Ursula Schulz-Dornburg, Katharina Sieverding, Bill Sullivan, Gert und Uwe Tobias, Tal R, Andy Warhol und  Thomas Zipp.

## Verlag
Neben der Galerietätigkeit ist die Galerie Sabine Knust auch mit der Verlagstätigkeit befasst. Im Verlag erscheinen pro Jahr 6 bis 8 neue Editionsprojekte. Diese werden in klassischer Druckgrafik, neuen Technologien oder als Objekte realisiert.
- Bendix Harms: Burg uns. Sabine Knust, Matthias Kunz, München 2007, ISBN 3-939149-06-3.
- 1997–2007 Frauen + Blumen: Thomas Schütte. Sabine Knust, Matthias Kunz, München 2007, ISBN 3-939149-07-1.
- Pagan – Zeit aus Stein: Ursula Schulz-Dornburg Fotografien. Sabine Knust, Matthias Kunz, München 2006, ISBN 3-939149-05-5.
- Broken Surface. Sabine Knust, Matthias Kunz, München 2006, ISBN 3-939149-03-9.
- Andy Warhol – A Trip around the World: 1956 Asia Drawings. Sabine Knust, Matthias Kunz, München 2006, ISBN 3-939149-02-0.
- Frauke Eigen: Fotografien 1999–2005. Sabine Knust, Matthias Kunz, München 2005, ISBN 3-939149-01-2.
- Saul Fletcher: Nocturama. Sabine Knust, Matthias Kunz, München 2005, ISBN 3-939149-00-4.